# فاليكونو
فاليكونو (بالإنجليزية: Vallikkunnu)‏ هي منطقة سكنية تقع في الهند في منطقة مالابورام. يقدر عدد سكانها بـ 22,853 نسمة وترتفع عن سطح البحر 2 متر.